# Flabellum (Flabellum) vaughani
Flabellum (Flabellum) vaughani is een rifkoralensoort uit de familie van de Flabellidae. De wetenschappelijke naam van de soort is voor het eerst geldig gepubliceerd in 1984 door Cairns.